# 미란다 커
미란다 메이 커(영어: Miranda May Kerr, 1983년 4월 20일 ~ )는 간단히 미란다 커(영어: Miranda Kerr)로 잘 알려진 오스트레일리아의 모델, 사업가이다. 커는 2007년부터 빅토리아 시크릿 엔젤스로 활동하면서 유명해졌다. 오스트레일리아인으로는 처음으로 빅토리아 시크릿 캠페인에 참여했으며, 오스트레일리아의 패션 체인 데이비드 존스의 대표이기도 하다. 또한 유기농 스킨케어 상품 브랜드 코라 오가닉스를 소유하고 있고 자서전 《Treasure Yourself》를 출간했다.
커는 Chaay's 모델링 에이전시를 통해 13살 때부터 패션 산업계 모델 일을 시작했다. 이후 1997년 잡지 《돌리》의 전국 모델 경연대회에서 우승했다. 2010년에는 영국 배우 올랜도 블룸과 결혼해 아들 플린 블룸을 낳았지만, 2013년 이혼을 발표하였다. 그 후 제임스 패커와 사귀었지만 몇 차례의 스캔들 끝에 결별하고 2017년 스냅챗의 대표인 에반 스피겔과 재혼하였고 세 명의 아들을 낳았다.

## 생애
커는 시드니에서 태어나 뉴 사우스 웨일스의 작은 도시 구네다에서 자랐다. 커는 테레즈와 존 커의 딸이다. 테레즈는 2010년 2월부터 코라 오가닉스 시드니 본부장을 맡고 있다. 형제로는 두 살 어린 매튜가 있다. 커는 인터뷰에서 자신의 혈통은 영국계가 대부분이며 스코틀랜드와 프랑스계가 아주 조금 섞여있다고 말했다. 어렸을 적 할머니 농장에 있는 경주마를 타고 모터바이크와 레이스를 하기도 했다.
커와 동생은 도시에서의 삶을 경험하기 위해 브리즈번으로 이사했다. 2000년에는 All Hallows' School을 졸업했다. 커는 모델 일을 하기 전에 건강 심리학을 전공했다.

## 경력
13살 때인 1997년 《돌리》(Dolly) 매거진/임펄스 모델 경연대회에서 우승했다. 커는 잡지 촬영을 위해 14번째 생일 일주일 전 시드니로 떠났다. 커의 우승에 대해 지역 언론들은 너무 어리다는 이유로 "염려"를 표했다. 패션, 뷰티, 엔터테인먼트 산업계에서는 긍정적인 반응을 보였는데, 이는 논란을 더욱 더 가중시켰다.
2008년에 빅토리아 시크릿 패션쇼에서 활동 중이고 현재 빅토리아 시크릿 엔젤이다. 2011년 빅토리아 시크릿 패션쇼에서 $2,500,000의 가격의 Fantasy Treasure Bra를 입고 출연해 이슈가 되었다.

## 개인 생활
2003년, 미란다 커는 자금 중개사 아드리안 카밀레리와 데이트하였다. 이후, 그녀는 2003년부터 2007년 중반까지 밴드 타마라마의 리드 보컬 재이 리온과 데이트하였다. 커는 타마라마의 뮤직 비디오 "Everything To Me"에 출연하기도 하였다.
커는 영국의 배우 올랜도 블룸과 2007년 말부터 데이트를 시작하였다. 커와 블룸은 2010년 6월, 약혼을 발표하였고, 다음 달 결혼식을 올렸다. 커는 2011년 1월 6일 첫 아이인 "플린 크리스토퍼 블랜차드 코퍼랜드 블룸"(Flynn Christopher Blanchard Copeland Bloom)라는 이름의 아들을 출산하였다. 아이의 미들 네임 "크리스토퍼"는 고인이 된 커의 전 남자친구의 이름에서 따온 것으로 알려졌다. 2013년 10월, 커와 블룸은 몇 달전부터 별거를 시작해, 두 사람의 결혼 생활을 마무리한다고 발표하였다.
2015년, 그녀는 억만장자의 스냅챗의 공동 창업자/CEO인 에반 스피겔과 데이트를 시작하였다.
2017년 5월 27일 에반 스피겔과 미국 로스앤젤레스 자택에서 비밀리에 결혼식을 올렸다.

## 그 외
2013년 광고 촬영 도중 드레스가 흘러내려 잠깐동안 젖꼭지를 양쪽 모두 노출했는데, 파파라치들이 그 장면을 놓치지 않고 찍어 노출 사진이 퍼지며 화제가 되었다.